# Universitat de Ciutat del Cap
La Universitat de Ciutat del Cap (University of Cape Town en anglès) (UCT) és una universitat pública i de recerca situada a Ciutat del Cap, a la província de Cap Occidental, a Sud-àfrica.
La UCT es va fundar el 1829 com a South African College, i juntament amb la Universitat de Stellenbosch, que es va fundar el mateix dia, és la universitat més antiga de Sud-àfrica i la segona més antiga que continua en funcionament a tot Àfrica. La llengua vehicular de la Universitat de Ciutat del Cap és l'anglès. En el Rànquing de Xangai de 2021 estava classificada en el grup entre la 201 i la 300, i primera de Sud-àfrica.

## Història
Els orígens de la UCT es troben en l'establiment de la South African College el 1929 com una escola per a nois. El 1874 la South African College Schools, que arribava fins a l'educació secundària, va separar-se del College, que preparava als alumnes per les proves d'accés a la Universitat del Cap de Bona Esperança. El 1887 s'hi va establir la primera residència masculina del sud d'Àfrica, coneguda com a College House Residence, per iniciativa del Professor C.E. Lewis. El 1918 el South African College va ser elevat a la categoria d'Universitat amb poders per atorgar diplomes de graduació, passant llavors a anomenar-se Universitat de Ciutat del Cap.
El 1928 la UCT es va traslladar al campus estatal de Groote Schuur. Durant l'època apartheid, entre 1960 i 1990, molts dels estudiants de la Universitat de Ciutat del Cap van oposar-se a les polítiques del govern, essent la UCT un bastió del Liberalisme. Tot i així, la quantitat d'alumnes no va canviar radicalment fins a les dècades de 1980 i 1990. El 1987 hi va haver moltes batusses entre els estudiants i la policia, essent censurada pel govern la mateixa presència policial. El 24 d'abril d'aquell any, de fet, va ser el primer cop que la policia entraba al campus des de 1972 per reprimir una manifestació en una universitat blanca.
L'escut de la UCT va ser dissenyat el 1859 per Charles Davidson de Bell, l'Agrimensor General de la Colònia del Cap aquell moment. Bell era un artista consumat que també va dissenyar les medalles i el segell triangular del Cap.

## Campus

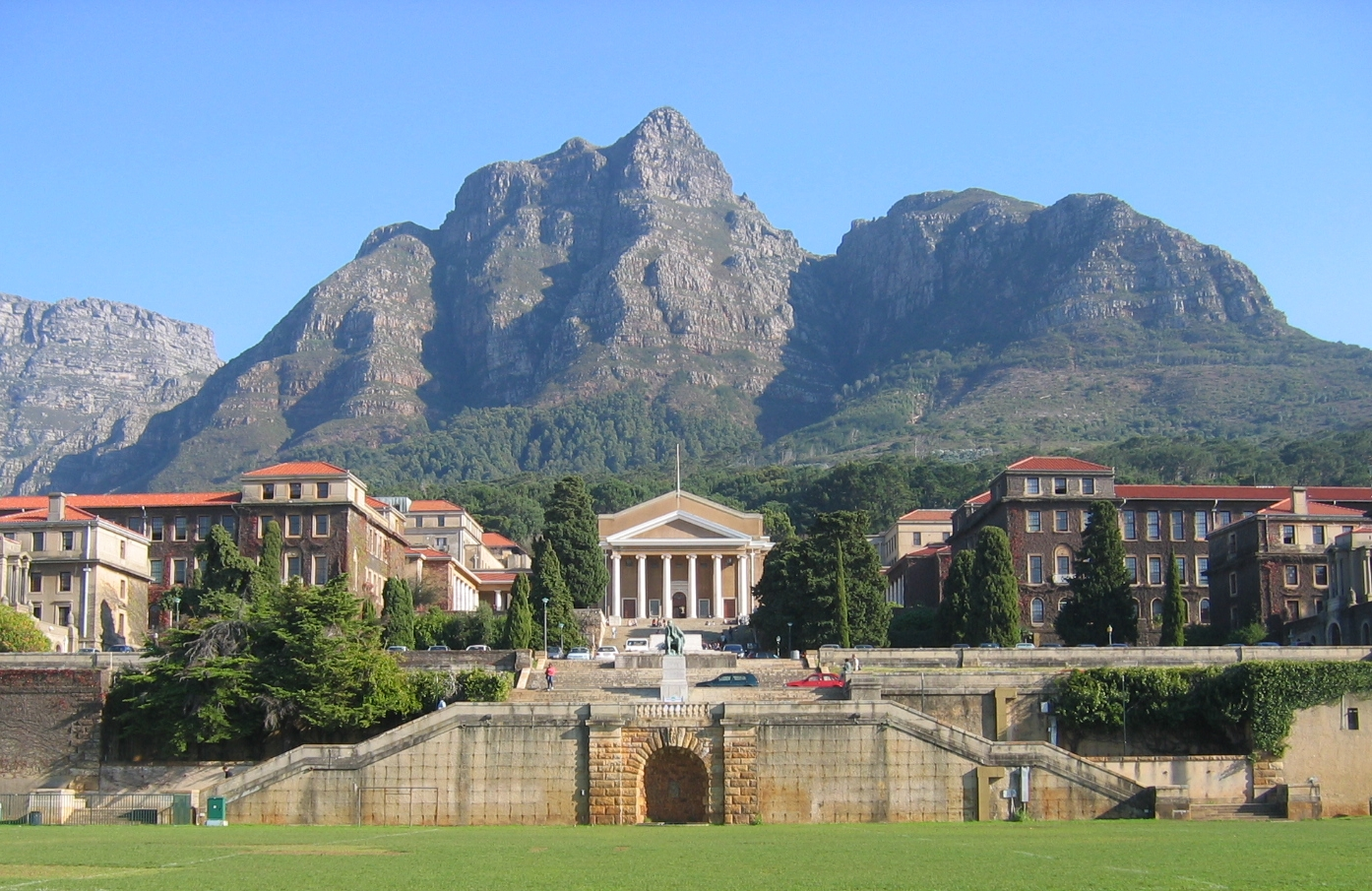
Visió de l'Upper Campus, vist des dels camps de rugby que separent l'Upper Campus del Middle Campus, amb el Devil's Peak al darrere.

El campus principal, conegut com a Upper Campus (Campus de dalt), es troba a l'estat de Rhodes, al vessant del Devil's Peak. Aquest campus inclou, en un recinte relativament compacte, les facultats de Ciències, Enginyeria, Comerç i Humanitats (amb l'excepció dels departaments d'art), així com les residències Smuts Hall i Fuller Hall. L'Upper se centra en el Jameson Hall, l'emplaçament on es realitza l'acte de graduació, així com d'altres esdeveniments cerimonials o molts dels exàmens. El disseny dels edificis originals de l'Upper Campus va ser realitzat per J. M. Salomon, essent construïts entre 1928 i 1930. Des d'aleshores se n'han afegit molts més. L'Upper Campus allotja també la biblioteca principal, la biblioteca Canceller Oppenheimer, que posseeix la major part de la col·lecció de volums de la Universitat, que arriba a 1.300.000 unitats. També hi ha la Biblioteca Jagger, afectada per un incendi del 2021.

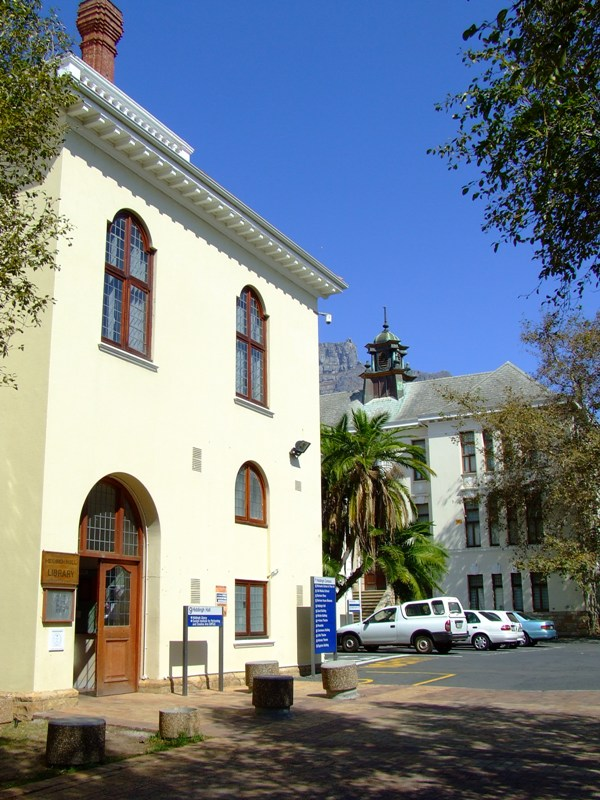
Biblioteca Hiddingh Hall del Hiddingh Campus als Jardins de Ciutat del Cap

Al costat de l'Upper Campus, però separats pels camps d'esports i l'autopista M3, es troben el Middle Campus (‘'Campus del mig) i el Lower Campus (‘'Campus de baix). Aquests campus, localitzats als suburbis de Rondebosch, Rosebank i Mowbray, contenen la facultat de dret, l'Escola de Música Sud-africana, l'Escola d'Economia, la major part de residències d'estudiants, la majoria d'oficines administratives de la Universitat, així com diverses instal·lacions esportives. L'estadi de futbol de gespa artificial va ser aprovat per la FIFA per servir d'espai d'entrenament pels equips participants en la Copa del Món de Sud-àfrica. Els Campus Upper, Middle i Lower, conjuntament, de vegades són referits com a ‘'Campus Principal.

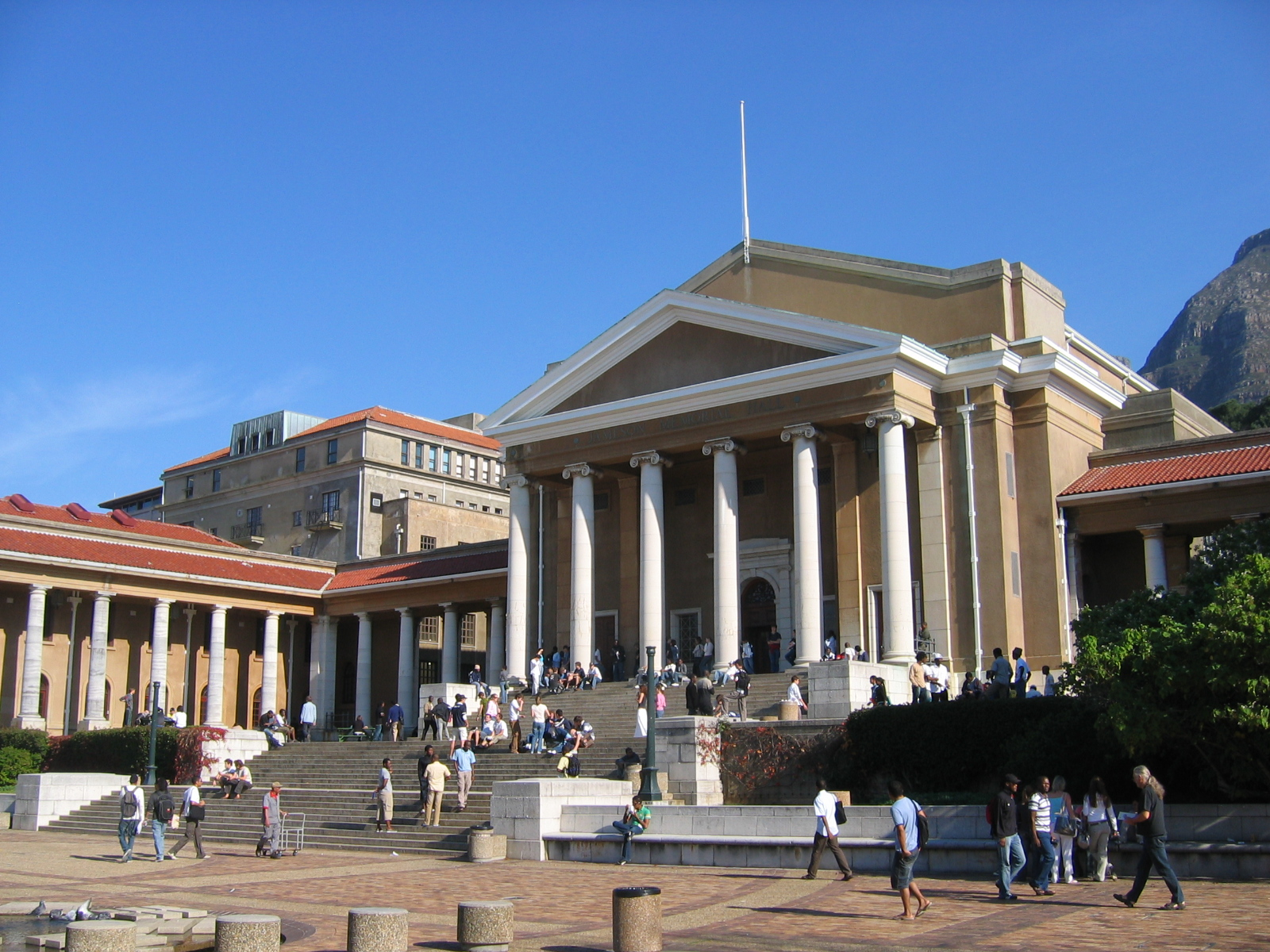
Jameson Hall i Jammie Plaza, punt central de l'Upper Campus

La facultat de Ciències de la Salut es troba a l'Escola Mèdica del Groote Schuur Hospital d'Observatory. Els departaments de l'Escola d'Arts Escèniques Michaelis i d'Arts Dramàtiques es troben al Hiddingh Campus, al centre de Ciutat del Cap. L'edifici original de la Universitat, actualment conegut com a “Edifici Egipci”, situat al Hiddingh campus, va ser construït en estil egipci. Els altres campus van ser construïts segons l'estil de la Medical College of Virginia de Richmond (Virgínia), als Estats Units. The UCT Graduate School of Business es troba al Breakwater Lodge Campus a Victoria & Alfred Waterfront.

## Organització
La Universitat de Ciutat del Cap va ser incorporada originalment com a Universitat pública per Llei del Parlament el 1918. Actualment, està incorporada i estructurada per un estatut institucional regit per la Llei d'Educació Superior de 1997.
El cap de la Universitat és el Canceller, tot i que és un càrrec cerimonial sense cap mena de poder executiu. El principal rol que exerceix el Canceller és el d'atorgar les graduacions, a més a més de representar a la Universitat a la resta del món. Aquest càrrec té una vigència de deu anys, i s'escull per elecció. La Cancellera és avui en dia Graça Machel, elegida per primera vegada el setembre de 1999 i reelegida el maig de 2010.

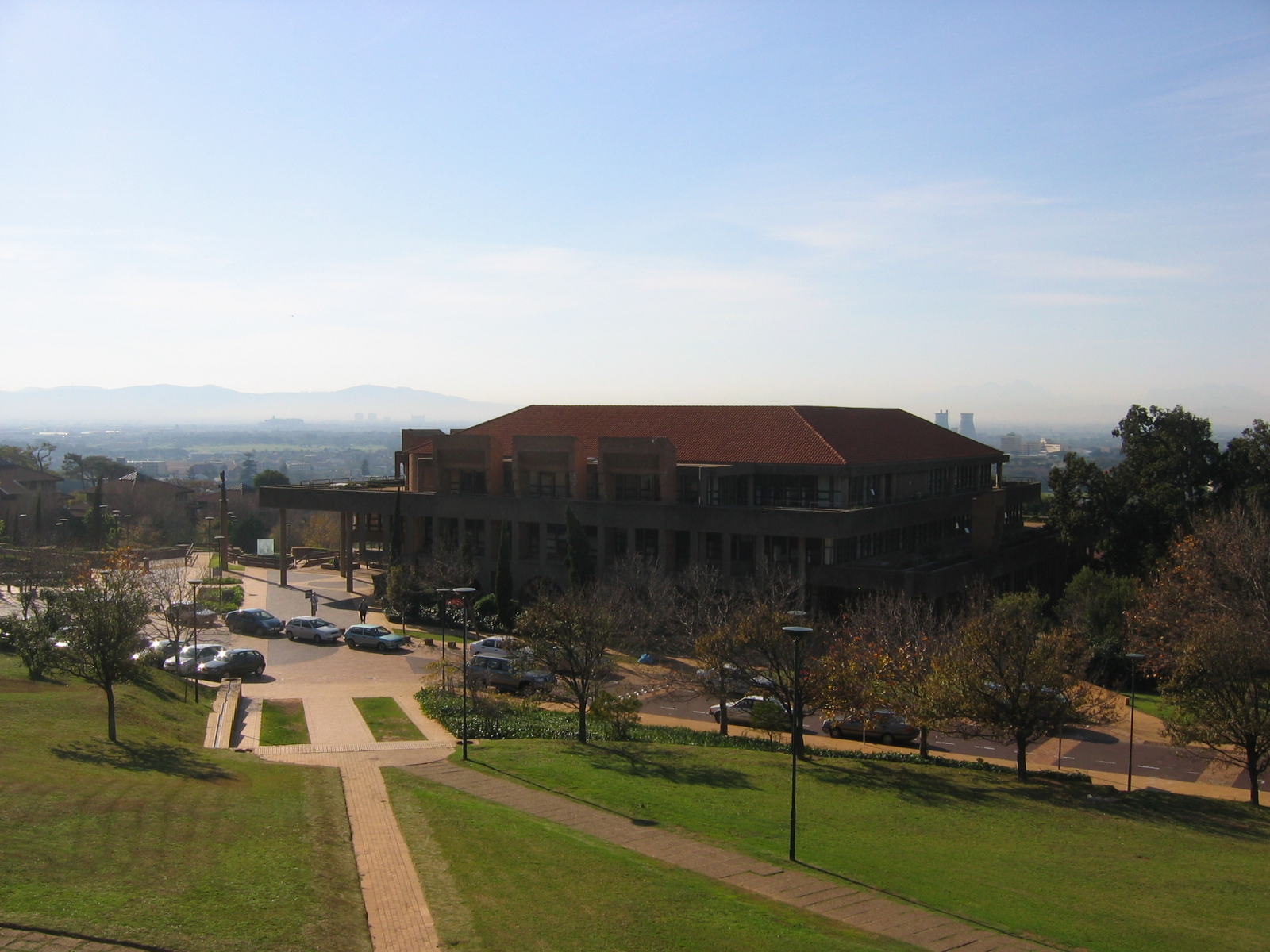
L'edifici Kramer, seu de la facultat de dret, l'any 2006.

El cap executiu de la Universitat és el Vicecanceller (o VC). El VC és el responsable de les polítiques i l'administració de la Universitat. Actualment, aquest lloc l'ocupa el Doctor Max Price, que va succeir al Professor Njabulo Ndebele l'1 de juliol de 2008. El VC està assistit per un seguit de persones, anomenades Consultors del Vicecanceller (o DVC), que s'encarreguen de diversos departaments. El Registrador, d'altra banda, s'encarrega de l'administració acadèmica, així com de les tasques legals i de seguretat.
Els departaments acadèmics de l'UCT estan dividides en sis facultats: Comerç, Enginyeria i Enginyeria Ambiental, Ciències de la Salut, Humanitats, Dret, i Ciència; cada una d'aquestes està dirigida per un Rector. El Centre de Desenvolupament de l'Educació Superior dona les mateixes tarifes a cada facultat per igual. Tot i que la Graduate School of Business es considera part de la Facultat de Comerç, funciona independentment, tenint el seu propi rector i director.

## Estudiants i treballadors
El 2011, es van matricular a l'UCT 24,773 estudiants. La diferència entre homes i dones es trobava gairebé en el 50:50. Els estudiants blancs eren els més nombrosos, essent el 36,9%, tot i que els no-blancs suposen el 63,1% del nombre total. Els alumnes estrangers suposaven el 18,6%, essent el total 4.608 estudiants, provinents de 100 països diferents.
- Blancs sud-africans - 9,133;
- Negres sud-africans - 5,281;
- Estrangers - 4,608;
- Mestissos - 3,589;
- Sud-africans d'origen indi - 1,665;
- Altres - 497

El cos de treballadors de l'UCT està format aproximadament per 4.500 empleats, dels quals el 44% són acadèmics, essent la resta administratius i treballadors de suport. El 2007 hi havia 866 acadèmics permanents. Entre el 85% i el 90% d'aquests tenia qualificació de doctor o de màster.

## Vida estudiantil
La UCT té 36 clubs d'esports diferents, inclosos d'esports en equip, individuals, extrems i arts marcials. Els equips de la Universitat, sobretot l'equip de rugbi, són coneguts com a "Ikey Tigers" o els "Ikeys". "Ikey" és el sobrenom originat el 1910 com un epítet antisemític aplicat als estudiants de la UCT per part dels de la Universitat deStellenbosch, a causa del suposat gran nombre de jueus que hi estudiaven. Stellenbosch és l'equip de rugbi rival tradicionalment de l'UCT; el partit "Intervarsity" es juga anualment entre les dues universitats. La UCT té un total de 9.000 participants en esports reconeguts.

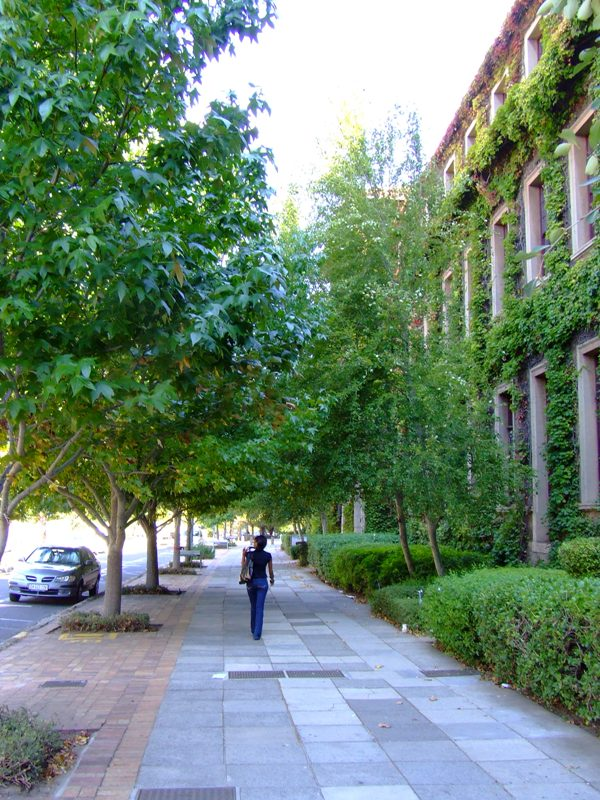
Avinguda de la Universitat de l'Upper Campus.

Hi ha més de 80 societats a la UCT; generalment, se solen agrupar en cinc categories diferents:
- Societats acadèmiques interessades en camps particulars o que estudien temes concrets: Les més rellevants d'aquesta categoria són la History and Current Affairs Society (HCA), la United Nations Association of South Africa (UNASA) i el Students for Law and Social Justice (SLSJ).
- Societats polítiques, incloses branques de les lligues juvenils dels principals partits polítics del país, com ara el South African Students Congress (SASCO), la Democratic Alliance Students Organisation (DASO), o la Lliga Juvenil del Congrés Nacional Africà.
- Societats religioses, algunes d'elles associades amb confessions religioses o amb llocs de culte locals.
- Societats nacionals/culturals per estudiants de països concrets o d'orígens ètnics específics.
- Societats d'Interès Especialt (com RainbowUCT, la societat LGBTI de la Universitat), interessades en diverses activitats.

A més a més de les societats d'alumnes, també hi ha organitzacions d'estudiants dedicades al desenvolupament de les comunitats veïnes de la Universitat, com ara SHAWCO, Ubunye i RAG. Recentment s'han desenvolupat diversos moviments d'estudiants, com el Green Campus Initiative.

## Afiliacions
La UCT és membre del Worldwide Universities Network, l'Association of African Universities, l'Association of Commonwealth Universities, el Cape Higher Education Consortium, el Higher Education South Africa, i l'Associació Internacional d'Universitats.

## Alumnes destacats

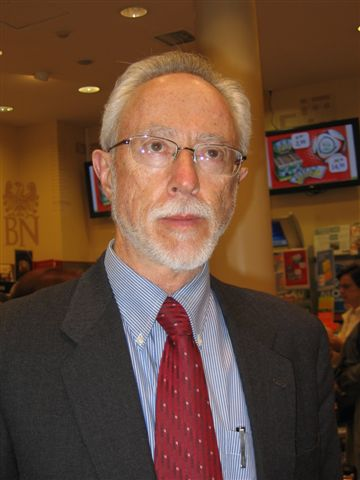
John Maxwell Coetzee, guanyador del Premi Nobel de Literatura, va estudiar matemàtiques i va realitzar un màster en Arts a la Universitat de Ciutat del Cap.

Cinc graduats a la UCT han estat guardonats amb el Premi Nobel:
- Ralph Bunche, politòleg americà que va guanyar el Premi Nobel de la Pau el 1950 pel seu paper en l'armistici de 1949.
- Max Theiler, viròleg que va guanyar el Premi Nobel de Medicina el 1951 per haver desenvolupat una vacuna contra la febre groga.
- El Professor Allan McLeod Cormack (Premi Nobel de Medicina el 1979)
- Sir Aaron Klug (Premi Nobel de Química el 1982)
- El Professor Emèrit John Maxwell Coetzee (Premi Nobel de Literatura el 2003)

## Professors destacats (actuals i anteriors)
- Professor Emèrit Christiaan Neethling Barnard, primera persona que va assolir amb èxit el trasplantament d'humà a humà.
- George Francis Rayner Ellis, cosmologista, col·laborador de Stephen Hawking i guanyador del Premi Templeton el 2004. Professor de Sistemes Complexos del Departament de Matemàtiques i Matemàtiques Aplicades.
- Professora Valerie Mizrahi, Directora de l'Institut de Malelties Infeccioses i Medicina Molecular de la Universitat. Investigador de TB, va rebre l'Ordre de Mapungubwe (plata) el 2007 per la seva contribució a la “bioquímica i a la biologia molecular ".
- Professor Emèrit Lionel Opie, l'acadèmic més reconegut pel que fa a les malalties del cor. Receptor de l'Ordre de Mapungubwe (plata) el 2006 pel seu “coneixement i aportacions al camp de la cardiologia”. El 2006, Opie ja havia publicat 481 articles científics, 31 llibres sobre malalties cardíaques, i havia contribuït en 141 llibres més.
- Dr Elmi Muller del Departament de Cirurgia, va ser la primera persona a realitzar amb èxit un trasplantament de ronyó d'una persona seropositiva a una altra també seropositiva.
- Helen Zille, antiga Alcaldessa de Ciutat del Cap i actualment Presidenta de Cap Occidental, havia estat Directora de Relacions Públiques de la Universitat.
- Professor Timothy Noakes, professor de ciències esportives i autor de diversos llibres. Guanyador de l'Ordre de Mapungubwe (plata) el 2007 per la seva contribució al camp de la ciència de l'exercici físic.
- Henry Harold Welch Pearson (28 de gener de 1870 – 3 de novembre de 1916), Rector de Botànica (UCT), membre de la Royal Society el 1916, i de la Societat Linneana de Londres

- Eric Walker) (1886-1976), historiador britànic, professor d'història del rei Jordi V a la Universitat de Ciutat del Cap i professor emèrit d'Història Imperial de la Universitat de Cambridge.
- Monica Wilson, (1908 - 26 d'octubre de 1982), antropòloga sud-africana i professora d'Antropologia social.
- André Brink, professor del Departament de Llengua i Literatura anglesa.
- Breyten Breytenbach, professor lector de l'Escola Superior d'Humanitats des del gener de 2000.
- Professor David Brooks (1950-1996), autor de On living in an Unjust Society i The Unity of the Mind.
- Professor Pierre de Vos, professor de llei constitucional.
- Joan Hambidge, professor a l'Escola de Llengües i Literatura.
- Etienne van Heerden, professor a l'Escola de Llengües i Literatura.[11]
- Vicecanceller Reginald James, físic i explorador de l'Antàrtida.
- Professor Nigel Worden, historiador de l'esclavitud a Sud-àfrica i a Ciutat del Cap.
- Mark Solms, professor en neuropsicologia i psicoanàlisi.

## Camps de recerca més rellevants
- El Departament de Matemàtiques i Matemàtiques Aplicades és un centre de recerca internacional en els camps de la cosmologia física i la topologia.
- El Centre d'Estudis Retòrics és l'únic d'aquesta matèria en tot el continent africà; el seu director és Philippe-Joseph Salazar.
- El Departament de Física és la seu del centre de recerca del CERN a la UCT, el qual és parcialment responsable del disseny del software del component High Level Trigger de l'accelerador de partícules de l'experiment ALICE, a més a més d'altres activitats relacionades amb el projecte.
- El Departament d'Enginyeria elèctrica està relacionat amb el desenvolupament de tecnologia per al Radiotelescopi MeerKAT (KAT). El KAT és el precursor del Square Kilometer Array, un projecte internacional dirigit a la construcció del radiotelescopi més gran del món, que hauria d'estar enllestit el 2020.
- L'Institut de Malalties Infeccioses i Medicina Molecular (IIDMM)[12] ha iniciat un projecte de recerca per combatre la tuberculosi i la sida, les dues grans epidèmies de Sud-àfrica.
- El Departament d'Arqueologia ha trobat algunes de les evidències més antigues d'art abstracte de tot el món.[13]